# Старе місто (Люблін)
Старе́ Мі́сто в Лю́бліні (пол. Stare Miasto w Lublinie) — історична частина Любліна, найстаріший, а з 23 лютого 2006 року і адміністративний район міста, найменший за площею (1 км2).
16 травня 2007 року цей архітектурно-урбаністичний ансамбль було внесено в список пам'яток історії.

## Об'єкти
- Краківська брама
- Гродська брама
- Готична башта
- Рибна брама
- Тринітарська вежа
- Майдан Локетека
- Майдан «По фарі»
- Замок із замковою каплицею
- Коронний трибунал
- Будинки Старого міста:
  - Будинок Кльоновиця (№2)
  - Будинок Любомельських (№8)
  - Будинок Конопниців (№12)
  - Будинок Вєнявських (№17)
  - Будинок (Ринок, 7)
  - Будинок (Гродська, 23)
  - Будинок (Гродська, 11)
  - Колишній дім вікаріїв (Архідияконська, 9)
  - Будинок (Злота, 4)
  - Будинки по вул. Гродська, 5 і 5а
  - Будинок (Злота, 3)
  - Палац Павенчковських (Рибна, 10)
- Костел бернардинок
- Архікатедра
- Домініканський костел
- Старий театр